# Reykjavíks frikyrka
Reykjavíks frikyrka (isländska: Fríkirkjan í Reykjavík) är en frikyrka i Reykjavík på Island. Församlingen Reykjavíks frikyrka etablerades 1899 och 1903 var kyrkan uppförd. Kyrkorgeln är från 1926.

## Präster i Reykjavíks frikyrka
Lista över präster i Reykjavíks frikyrka:
- 1899–1902, Lárus Halldórsson
- 1902–1922, Ólafur Ólafsson
- 1922–1949, Árni Sigurðsson
- 1950–1978, Þorsteinn Björnsson
- 1978–1982, Kristján Róbertsson
- 1982–1988, Gunnar Björnsson
- 1988–1998, Cecil Haraldsson
- 1998– fortfarande, Hjörtur Magni Jóhannsson